# Trauberg (Steigerwald)
Der Trauberg ist ein 383 Meter hoher Berg im Steigerwald. Er liegt in der Gemeinde Knetzgau im unterfränkischen Landkreis Haßberge und ist bekannt für den Burgstall am Trauberg sowie seine Lage im Naturwald Knetzberge-Böhlgrund.

## Geographische Lage
Der Trauberg befindet sich im nördlichen Teil des Mittelgebirges Steigerwald, das nahezu deckungsgleich mit dem Naturpark Steigerwald ist. Der Berg liegt in der Gemarkung Zell am Ebersberg, einem Ortsteil von Knetzgau, etwa 2,5 Kilometer südwestlich des Ortskerns. Mit einer Erhebung von etwa 80 Metern über dem Stöckigsbach, der nördlich am Berg vorbeifließt und später in den Main mündet, ist der Trauberg eine markante Erhebung.
Südlich des Berges liegt der Ort Neuschleichach, ein Gemeindeteil von Oberaurach. Nördlich grenzen die Berge Großer Knetzberg, Kleiner Knetzberg und der Hollacher Berg an, in deren Umgebung sich bedeutende archäologische Stätten wie die Wallanlagen auf den Knetzbergen befinden. Weiter südlich erhebt sich der Euerberg, der dritthöchste Berg des Steigerwalds, während östlich der Beerberg liegt, ein weiterer markanter Berg der Region.
Der Trauberg wird von mehreren Zuflüssen des Stöckigsbachs umgeben, darunter der Farnbach und der Hintergärtnergraben.

## Burgstall
Am nördlichen Hang des Trauberges befindet sich der Burgstall am Trauberg, eine ehemalige mittelalterliche Höhenburg auf etwa 345 Meter über Normalnull. Die Anlage ist heute nur noch als Bodendenkmal erhalten und unter der Nummer D-6-6029-0020 in der Bayerischen Denkmalliste eingetragen. Von der ursprünglichen Burg sind lediglich der Burghügel, ein umlaufender Graben sowie einige nicht weiterverwendete Steinstrukturen sichtbar. Diese Überreste geben einen Eindruck von der einstigen Anlage, die typologisch als Höhenburg klassifiziert wird.

## Naturschutz
Der Trauberg ist Teil des Naturwalds Knetzberge-Böhlgrund, einem der größten Waldschutzgebiete und Naturwälder in Bayern. Der Berg liegt vollständig innerhalb der Schutzzonen des FFH-Gebiets Buchenwälder und Wiesentäler des Nordsteigerwalds sowie des Vogelschutzgebiets Oberer Steigerwald.
Im Rahmen des Eichen-Ringelwaldprojekts, das an den benachbarten Bergen Großer und Kleiner Knetzberg durchgeführt wurde, konnten 10.595 xylobionte Käferarten nachgewiesen werden. Diese Zahl entspricht etwa der Hälfte der Käferpopulation im Nordsteigerwald. Unter den 301 erfassten Arten fanden sich 22, die zuvor in dieser Region nicht dokumentiert waren, darunter der streng geschützte Hirschkäfer. Besonders bemerkenswert ist der Nachweis von neun Urwaldreliktarten, zu denen auch der seltene Breitschulterbock zählt. Zudem wurde der Scharlachrote Plattkäfer als FFH-Art identifiziert.
Außerdem liegt der Trauberg innerhalb des Naturparks Steigerwald.